# 蘇德沼澤

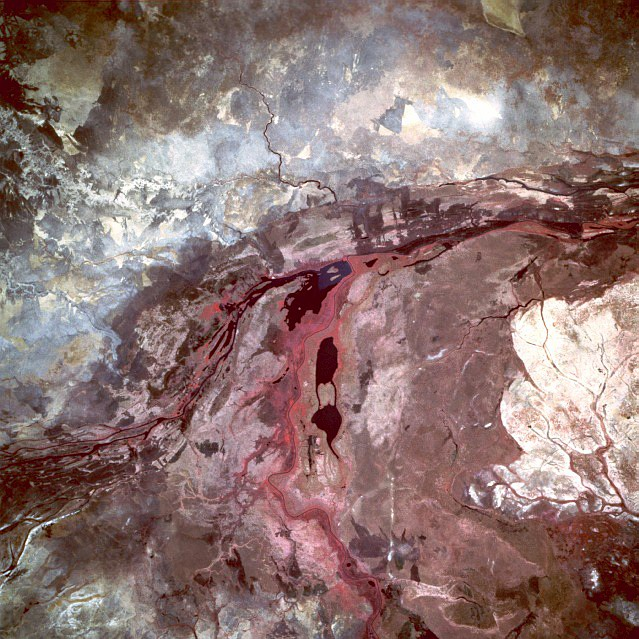
蘇德沼澤衛星圖片（1993年5月）

蘇德沼澤是南蘇丹的大片沼澤，由白尼羅河形成，面積逾30,000平方公里，雨季時面積增加至超過130,000平方公里，是全球面積最大的濕地之一，也是尼羅河流域最大的淡水濕地。
2006年6月5日，蘇德沼澤被收錄於國際重要濕地名錄內，成為受濕地公約保護的其中一片濕地。

## 外部連結
- Saharan flooded grasslands – World Wildlife Fund ecoregion
- Elephant herds found on isolated south Sudan island （页面存档备份，存于）
- Current hydrological and ecological research program on the Sudd swamps
- Sudd – on Google Maps （页面存档备份，存于）

8°00′N 31°00′E / 8.000°N 31.000°E